# Außerordentliche Wahl zum Senat der Vereinigten Staaten in Minnesota 2018
Die außerordentliche Wahl des Senatssitzes der Klasse II im US-Bundesstaat Minnesota fand am 6. November 2018 statt.
Tina Smith gewann die Wahl und ist damit eine von zwei Senatoren im Senat der Vereinigten Staaten für Minnesota.

## Hintergrund
Minnesotas Senatssitz der Klasse II wurde bei der Wahl des US-Senats 2014 von Al Franken gewonnen und ihm bis zum Jahr 2021 übertragen. Da Franken am 2. Januar 2018 zurücktrat, war eine Neubesetzung notwendig.
Der demokratische Gouverneur der Demokratischen Bauern- und Arbeiterpartei Minnesotas (DFL), Mark Dayton, ernannte bis zur außerordentlichen Wahl eines Nachfolgers die Demokratin (DFL) Tina Smith zum Nachfolger im US-Senat.

## Ergebnis
Bei der Sonderwahl („special election“) am 6. November 2018 entfielen 52,97 % auf die demokratische Amtsinhaberin Tina Smith, 42,35 % auf die republikanische Herausforderin Karin Housley und 3,7 % auf die Herausforderin der Legal Marijuana Now Party Sarah Wellington.